# Salvatore Riccobono
Salvatore Riccobono (* 31. Januar 1864 in San Giuseppe Jato bei Palermo; † 5. April 1958 in Rom) war ein italienischer Rechtshistoriker.

## Leben
Nach dem Besuch der Schule in Palermo und dem Militärdienst studierte Riccobono an der Universität Palermo und erlangte 1889 einen Abschluss in Jura. Danach folgten vier Jahre fortgeschrittenes Studium (1889–1893) in Deutschland bei Ernst Eck, Heinrich Dernburg, Otto Lenel, Otto Gradenwitz, und insbesondere Bernhard Windscheid in Leipzig (1890–1891).
Nach seiner Rückkehr nach Italien 1893 war insbesondere die Verbindung zu Vittorio Scialoja bei seiner weiteren Karriere hilfreich. Riccobono lehrte an den Universitäten von Parma (1895), Camerino (1895–1896) und Sassari (1897), bis er den Lehrstuhl für römisches Recht an der Universität von Palermo erhielt, den er von 1897 bis 1931 innehatte. Er war zeitweise Rektor der Universität und Dekan der Juristischen Fakultät. 1932 wechselte er an die Universität La Sapienza in Rom, an der er Nachfolger von Vittorio Scialoja wurde. Nach seiner Emeritierung lehrte er bis 1955 Geschichte und Römisches Recht an der Päpstlichen Lateranuniversität. Seit 1955 gehörte Riccobono dem Wissenschaftlichen Beirat der Sachbuchreihe Rowohlts deutsche Enzyklopädie an.
Riccobono war seit 1929 korrespondierendes Mitglied der Accademia dei Lincei, 1935 wurde er socio nazionale, 1946 wegen seiner Verwicklung in das faschistische Akademiesystem ausgeschlossen und 1949 wieder zum socio nazionale gewählt. Der Accademia delle Scienze di Torino gehörte er seit 1930 als korrespondierendes Mitglied an. Seit 1932 war er korrespondierendes Mitglied der Bayerischen Akademie der Wissenschaften.

## Schriften (Auswahl)
- Zur Terminologie der Besitzverhältnisse. In: Zeitschrift der Savigny-Stiftung für Rechtsgeschichte, Romanistische Abteilung, Band 31, H. 1, August 1910, S. 321–371, doi:10.7767/zrgra.1910.31.1.321.
- Salvatore Riccobono and Edward Nathan: Outlines of the Evolution of Roman Law. In: University of Pennsylvania Law Review and American Law Register, Vol. 74, No. 1, November 1925, S. 1–19 (Digitalisat).
- Die Vererblichkeit der Strafklagen und die Fiktion der Litiskontestation nach klassischem und justinianischem Rechte [fr. 10 § 2 D. 2,11 und fr. 33 D. 44, 7]. In: Zeitschrift der Savigny-Stiftung für Rechtsgeschichte, Romanistische Abteilung, Band 47, H. 1, August 1927, S. 75–116, doi:10.7767/zrgra.1927.47.1.75.
- Vom Schicksal des Römischen Rechtes. In: Studia Humanitatis. Festschrift zur Eröffnung des Institutes, Verlag Helmut Küpper, Berlin 1942.